# Centrali elettriche in Italia

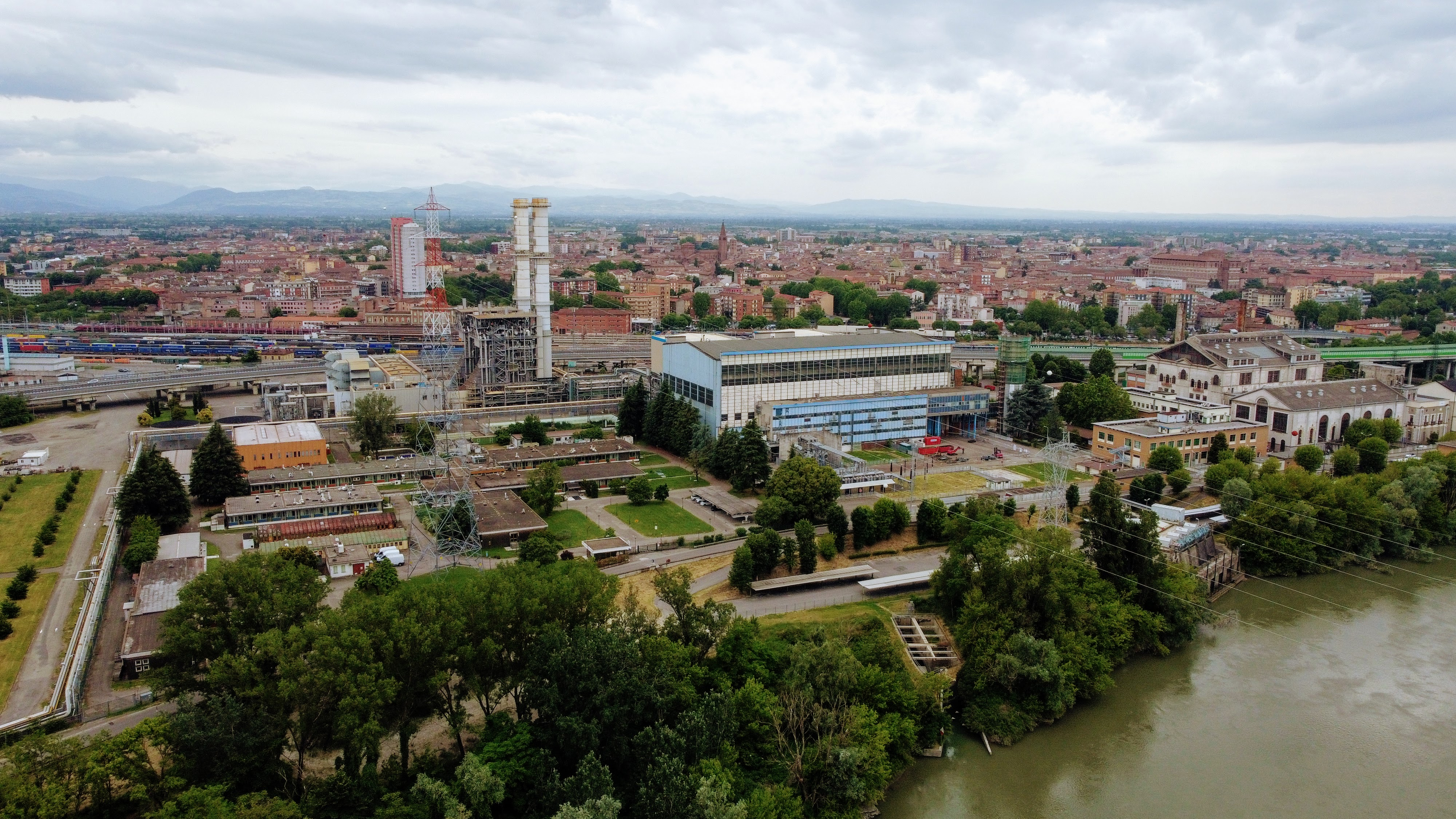
Centrale termoelettrica A2A di Piacenza a ciclo combinato (foto 2021)

Di seguito una lista delle centrali elettriche in Italia.
Questa lista è suscettibile di variazioni e potrebbe essere incompleta o non aggiornata.

## Centrali termoelettriche a ciclo combinato
| Società                   | Denominazione                                    | Anno Commissionamento | Potenza (MW) | Indirizzo                                     | Comune              | Prov. | Note                                    |
| ------------------------- | ------------------------------------------------ | --------------------- | ------------ | --------------------------------------------- | ------------------- | ----- | --------------------------------------- |
| A2A gencogas / gruppo EPH | Centrale termoelettrica di Scandale              |                       | 814          | S.S. 107 bis                                  | Scandale            | KR    |                                         |
| A2A gencogas              | Centrale termoelettrica di Cassano d'Adda        |                       | 760          | Via Trecella 19                               | Cassano d'Adda      | MI    |                                         |
| A2A gencogas              | Centrale termoelettrica del Mincio               |                       | 380          | Parco Naturale del Mincio                     | Ponti sul Mincio    | MN    |                                         |
| A2A gencogas              | Centrale termoelettrica di Gissi                 |                       | 840          |                                               | Gissi               | CH    |                                         |
| A2A gencogas              | Centrale termoelettrica di Chivasso              |                       | 1 179        |                                               | Chivasso            | TO    |                                         |
| A2A gencogas              | Centrale di Sermide                              |                       | 1 154        | Via Cristoforo Colombo 2 – fraz. Moglia       | Sermide             | MN    |                                         |
| A2A gencogas              | Centrale termoelettrica di Piacenza              |                       | 855          | Via Nino Bixio 27                             | Piacenza            | PC    |                                         |
| A2A Calore e Servizi      | Centrale termoelettrica di Cologno Monzese       |                       | 50           | Via Carlo Porta 13                            | Cologno Monzese     | MI    |                                         |
| Alpiq energia             | Centrale novel Radici Chimica                    |                       | 100          |                                               | Novara              | NO    |                                         |
| Alpiq energia             | Centrale San Severo                              |                       | 403          |                                               | San Severo          | FG    |                                         |
| API energia               | Api raffineria di Ancona                         |                       | 580          | Via Flaminia 685                              | Falconara Marittima | AN    |                                         |
| Cofely Italia             | Centrale di Spinetta                             |                       | 24           |                                               | Spinetta Marengo    | AL    |                                         |
| Cofely Italia             | Cogeneratore di Fossano                          |                       | 6            |                                               | Fossano             | CN    |                                         |
| Edison                    | Centrale di Altomonte                            |                       | 780          |                                               | Altomonte           | CS    |                                         |
| Edison                    | Centrale termoelettrica di Bussi sul Tirino      |                       | 125          | Strada Comunale Tremonti 1                    | Bussi sul Tirino    | PE    |                                         |
| Edison                    | Centrale di Jesi                                 |                       | 130          | Via della Barchetta 1                         | Jesi                | AN    |                                         |
| Edison                    | Centrale termoelettrica di Torviscosa            |                       | 830          | Via Zuina Sud                                 | Torviscosa          | UD    |                                         |
| Edison                    | Porcari                                          |                       | 80           | Via dei Bocci 2                               | Porcari             | LU    |                                         |
| Edison                    | Simeri Crichi                                    |                       | 860          |                                               | Simeri Crichi       | CZ    |                                         |
| Edison                    | Marghera Levante                                 |                       | 766          | Via della Chimica 16 – fraz. Marghera         | Porto Marghera      | VE    |                                         |
| Edison                    | Sarmato                                          |                       | 180          | Via Zuccherificio 13                          | Sarmato             | PC    |                                         |
| Edison                    | Sesto San Giovanni                               |                       | 114          | Viale Italia 588                              | Sesto San Giovanni  | MI    | Dal 2025 diventerà A2A Calore e Servizi |
| Edison                    | Terni                                            |                       | 100          | Piazzale Donegani 4                           | Terni               | TR    |                                         |
| Edison                    | San Quirico                                      |                       | 125          | Piazzale Zuccherificio 3 – fraz. San Quirico  | Trecasali           | PR    | Non attiva-In stato di conservazione    |
| AXPO Italia               | Calenia Energia                                  |                       | 760          |                                               | Sparanise           | CE    |                                         |
| AXPO Italia               | Rizziconi Energia                                |                       | 760          |                                               | Rizziconi           | RC    |                                         |
| engie Italia              | Centrale termoelettrica di Nera Montoro          |                       | 50           | Via dello Stabilimento 1 – fraz. Nera Montoro | Narni               | TR    |                                         |
| Engie Italia              | Leinì                                            |                       | 385          |                                               | Leini               | TO    |                                         |
| Engie Italia              | Rosignano (Rosen)                                |                       | 400          | Via Piave 6                                   | Rosignano Marittimo | LI    |                                         |
| Engie Italia              | Voghera                                          |                       | 400          |                                               | Voghera             | PV    |                                         |
| ENEL                      | Centrale termoelettrica La Casella               |                       | 1 520        | Via Argine Po                                 | Castel San Giovanni | PC    |                                         |
| ENEL                      | Centrale Termoelettrica Santa Barbara            |                       | 392          | loc. Santa Barbara                            | Cavriglia           | AR    |                                         |
| ENEL                      | Centrale Termoelettrica Eugenio Montale          |                       | 1 282        |                                               | La Spezia           | SP    |                                         |
| ENEL                      | Franco Rasetti                                   |                       | 553          | Fraz. Pietrafitta                             | Piegaro             | PG    |                                         |
| ENEL                      | Centrale Teodora                                 |                       | 750          | Via Baiona 253 – fraz. Porto Corsini          | Ravenna             | RA    |                                         |
| B2G                       | B2G SICILY                                       |                       | 480          |                                               | Priolo Gargallo     | SR    |                                         |
| ENEL                      | Centrale a ciclo combinato Archimede             |                       | 636          |                                               | Priolo Gargallo     | SR    |                                         |
| ENIpower                  | Ferrara                                          |                       | 800          |                                               | Ferrara             | FE    |                                         |
| ENIpower                  | Centrale termoelettrica EniPower di Brindisi     |                       | 1 321        |                                               | Brindisi            | BR    |                                         |
| ENIpower                  | raffineria di Taranto                            |                       | 240          |                                               | Taranto             | TA    |                                         |
| ENIpower                  | Centrale di Cogenerazione di Bolgiano            |                       | 100          |                                               | San Donato Milanese | MI    | Cogenerazione                           |
| ENIpower                  | raffineria Livorno                               |                       | 175          | Via Aurelia 7 - loc. Stagno                   | Collesalvetti       | LI    |                                         |
| ENIpower                  | Ferrera Erbognone                                |                       | 1 030        | Strada della Corradina 27                     | Ferrera Erbognone   | PV    |                                         |
| EniPower                  | centrale mantova                                 |                       | 831          |                                               | Mantova             | MN    | Cogenerazione                           |
| EniPower                  | Ravenna                                          |                       | 972          | Via Baiona 107                                | Ravenna             | RA    |                                         |
| gruppo EPH                | Centrale termoelettrica di Ostiglia              |                       | 1 137        | SS 12 km 239                                  | Ostiglia            | MN    |                                         |
| gruppo EPH                | Centrale termoelettrica di Tavazzano e Montanaso |                       | 1 970        | Via Emilia 12/A                               | Montanaso Lombardo  | LO    |                                         |
| gruppo EPH                | Centrale termoelettrica di Livorno Ferraris      |                       | 805          | SP 7                                          | Livorno Ferraris    | VC    |                                         |
| gruppo HERA               | Centrale elettrica Casalegno                     |                       | 80           |                                               | Imola               | BO    | Cogenerazione                           |
| Repower                   | Teverola                                         |                       | 404          |                                               | Teverola            | CE    |                                         |
| IREN energia              | Centrale AEM di Moncalieri                       |                       | 800          | Strada Freylia Mezzi 1                        | Moncalieri          | TO    | Cogenerazione 520 MW(t) su 2 sezioni    |
| IREN Energia              | Centrale termoelettrica di Turbigo               |                       | 855          | Via Centrale termica                          | Turbigo             | MI    |                                         |
| IREN Energia              | centrale Reggio Emilia                           |                       | 63           |                                               | Reggio Emilia       | RE    | Cogenerazione                           |
| IREN energia              | Centrale termoelettrica di Vallette              |                       | 400          | strada della pansa                            | Savonera            | TO    | Trigenerazione                          |
| IREN energia              | Centrale termoelettrica Sampierdarena            |                       | 29           |                                               | Sampierdarena       | GE    | Cogenerazione                           |
| ISAB Energy - LUKOIL      | Priolo Gargallo                                  |                       | 549          |                                               | Priolo Gargallo     | SR    | Gassificazione                          |
| Sarlux S.r.l.             | Centrale di Cagliari                             |                       | 575          | SS 195 "Sulcitana"                            | Sarroch             | CA    | Gassificazione                          |
| Sorgenia                  | centrale di Termoli                              |                       | 770          |                                               | Termoli             | CB    |                                         |
| Sorgenia                  | centrale di Modugno                              |                       | 800          |                                               | Modugno             | BA    |                                         |
| Sorgenia                  | centrale di Bertonico                            |                       | 800          |                                               | Turano Lodigiano    | LO    |                                         |
| Sorgenia                  | centrale di Aprilia                              |                       | 800          |                                               | Aprilia             | LT    |                                         |
| Taranto energie           | centrale Taranto CET3                            |                       | 564          |                                               | Taranto             | TA    |                                         |
| Termica Celano S.p.A.     | Termica Celano                                   |                       | 175          | Via Borgo Strada 14                           | Celano              | AQ    |                                         |
| Tirreno Power             | Centrale termoelettrica di Vado Ligure           |                       | 800          | Via Diaz 128 – fraz. Valleggia                | Quiliano            | SV    |                                         |
| Tirreno Power             | Centrale termoelettrica di Torrevaldaliga Sud    |                       | 1 200        |                                               | Civitavecchia       | RM    |                                         |
| Tirreno Power             | Napoli Levante                                   |                       | 380          | loc. Vigliena                                 | quartiere Levante   | NA    |                                         |
| Alperia                   | Biopwer Sardegna                                 |                       | 40           |                                               |                     |       |                                         |

## Centrali termoelettriche
| Società                    | Denominazione                                     | Anno commissionamento | Potenza (MW) | Indirizzo                                                 | Comune                 | Prov. | Note                                                                   |
| -------------------------- | ------------------------------------------------- | --------------------- | ------------ | --------------------------------------------------------- | ---------------------- | ----- | ---------------------------------------------------------------------- |
| A2A                        | Centrale di Famagosta                             |                       | 19,2         |                                                           | Milano                 | MI    | motore a gas/cogenerazione                                             |
| A2A                        | Centrale di Argonne                               |                       | 15           |                                                           | Milano                 | MI    | motore a gas/cogenerazione                                             |
| A2A                        | Centrale di Bicocca                               |                       | 19,5         |                                                           | Milano                 | MI    | turbina a gas/cogenerazione                                            |
| A2A                        | Centrale di Lamarmora                             |                       | 75           |                                                           | Brescia                | BS    | ciclo rankine/cogenerazione ma dal 2020 e stato abbandonato il carbone |
| A2A                        | Centrale termoelettrica San Filippo del Mela      |                       | 960          | Contrada Archi Marina                                     | San Filippo del Mela   | ME    | olio combustibile                                                      |
| A2A                        | inceneritore di Acerra                            |                       | 107,5        |                                                           | Acerra                 | NA    |                                                                        |
| A2A                        | inceneritore di Bergamo                           |                       | 10,6         |                                                           | Bergamo                | BG    |                                                                        |
| A2A                        | inceneritore di Brescia                           |                       | 85           |                                                           | Brescia                | BS    |                                                                        |
| A2A                        | inceneritore di Figino                            |                       | 212,6        |                                                           | Milano                 | MI    |                                                                        |
| IREN                       | inceneritore di Parma                             |                       | 10           |                                                           | Parma                  | PR    |                                                                        |
| AHLSTROM ITALY             | Centrale di Mathi Canavese                        |                       | 18           | Via Stura 98                                              | Mathi Canavese         | TO    |                                                                        |
| Alpiq energia              | Centrale Vercelli                                 |                       | 40           |                                                           | Vercelli               | VC    | ciclo a gas                                                            |
| Scarlino energia           | inceneritore di Scarlino                          |                       | 18,5         | Loc. Casone                                               | Scarlino               | GR    |                                                                        |
| Sorgenia                   | Bando d'Argenta                                   |                       | 20           | Via Val d'Albero 73 – fraz. Bando                         | Argenta                | FE    | biomasse                                                               |
| Cartiere Modesto Cardella  | Centrale di Portula                               |                       | 11           | Via Acqua Calda – fraz. San Pietro                        | Lucca                  | LU    |                                                                        |
| Cartiera SCA Hygiene       | Centrale di Lucca 1                               |                       | 10,1         | Via del Frizzone                                          | Porcari                | LU    |                                                                        |
| Cofely Italia              | Centrale termoelettrica di Castelmassa            |                       | 50           | Via Camatte 4                                             | Castelmassa            | RO    | turbina a gas                                                          |
| Edison                     | Centrale termoelettrica di Boffalora sopra Ticino |                       | 80           | SP 225 "Boffalora Ticino - Magenta" km 87                 | Boffalora sopra Ticino | MI    |                                                                        |
| Edison                     | Centrale termoelettrica di Candela                |                       | 360          |                                                           | Candela                | FG    |                                                                        |
| Edison                     | Verzuolo - Gever                                  |                       | 120          | Via Roma 26                                               | Verzuolo               | CN    |                                                                        |
| Elettra GLT                | Servola                                           |                       | 159          | Via di Servola 1                                          | Trieste                | TS    |                                                                        |
| ENEL                       | Centrale di Porto Empedocle                       |                       | 80           |                                                           | Porto Empedocle        | AG    | ciclo a gas                                                            |
| Sorgenia                   | Centrale del Mercure                              |                       | 35           | Valle del Mercure                                         | Laino Borgo            | CS    | biomasse                                                               |
| Enel S.p.A.                | Grazia Deledda                                    |                       | 320          | Fraz. Portovesme                                          | Portoscuso             | SU    |                                                                        |
| Enel S.p.A.                | San Filippo                                       |                       | 320          |                                                           | San Filippo del Mela   | ME    |                                                                        |
| ENEL                       | Centrale ENEL Federico II                         |                       | 1 980        | Loc. Masseria Cerano – fraz. Tuturano                     | Brindisi               | BR    | ciclo rankine, era 2 640 fino al 2020                                  |
| ENEL                       | Centrale termoelettrica di Torrevaldaliga Nord    |                       | 1 980        |                                                           | Civitavecchia          | RM    | ciclo rankine                                                          |
| ENIpower                   | raffineria SARPOM                                 |                       | 45           | loc. San Martino                                          | Trecate                | NO    | ciclo a gas                                                            |
| gruppo EPH                 | Centrale termoelettrica di Fiumesanto             |                       | 598          | S.P. n. 57 – loc. Cabu Aspru                              | Sassari                | SS    | ciclo rankine                                                          |
| gruppo EPH                 | Centrale termoelettrica di Trapani                |                       | 213          |                                                           | Trapani                | TP    | ciclo a gas                                                            |
| gruppo HERA                | Inceneritore di Forlì                             |                       | 11           | Via Grigioni 19, località Coriano                         | Forlì                  | FC    |                                                                        |
| gruppo HERA                | Inceneritore di Ferrara                           |                       | 13           |                                                           | Ferrara                | FE    |                                                                        |
| gruppo HERA                | Termovalorizzatore di Bologna                     |                       | 22           |                                                           | Bologna                | BO    |                                                                        |
| gruppo HERA                | Inceneritore di Trieste                           |                       | 14,9         |                                                           | Trieste                | TS    |                                                                        |
| IREN Energia               | inceneritore del Gerbido                          |                       | 40           | via Gorini                                                | Gerbido                | TO    |                                                                        |
| ETA manfredonia            | Centrale Manfredonia                              |                       | 16,8         | Loc. Paglia                                               | Manfredonia            | FG    | CSS                                                                    |
| Sardinia Bio Energy S.r.l. | Centrale di Serramanna                            |                       | 13,14        | SP 60; Km 5,3                                             | Pimpisu Serramanna     | SU    |                                                                        |
| Selis S.p.a.               | Centrale di Lampedusa                             |                       | 15           | Via Cala Pisana                                           | Lampedusa              | AG    |                                                                        |
| Serene                     | Centrale di Volla Cassino                         |                       | 106          | fraz. Volla                                               | Piedimonte San Germano | FR    |                                                                        |
| Serene                     | Centrale di Rivalta                               |                       | 53           | Strada Antica di Pinerolo 60                              | Rivalta di Torino      | TO    |                                                                        |
| Serene                     | Centrale di Melfi                                 |                       | 106          | Strada vicinale Montelungo                                | San Nicola di Melfi    | PZ    | biomasse                                                               |
| Serene                     | Centrale di Sulmona                               |                       | 53           | SS 17 "dell'Appennino Abruzzese e Appulo Sannitica" km 69 | Sulmona                | AQ    |                                                                        |
| Serene                     | Centrale di Termoli                               |                       | 106          | Loc. Pantano Basso                                        | Termoli                | CB    |                                                                        |
| Taranto energie            | centrale Taranto CET2                             |                       | 480          |                                                           | Taranto                | TA    | ciclo rankine                                                          |
| Sorgenia                   | Centrale Finale Emilia                            |                       | 12           | Via Ceresa 11                                             | Finale Emilia          | MO    | biomasse vegetali                                                      |

## Centrali geotermoelettriche
| Società          | Denominazione      | Anno commissionamento | Potenza (MW) | Indirizzo                            | Comune         | Prov. |
| ---------------- | ------------------ | --------------------- | ------------ | ------------------------------------ | -------------- | ----- |
|                  | Valle Secolo       |                       | 120          | Piazza Leopolda 1 – fraz. Larderello | Pomarance      | PI    |
|                  | Centrale Bagnore 3 |                       | 20           | Bagnore                              | Santa Fiora    | GR    |
| Enel Green Power | Centrale Bagnore 4 |                       | 40           | Bagnore                              | Santa Fiora    | GR    |
| Enel Green Power | Centrale PC3       |                       | 20           |                                      | Piancastagnaio | SI    |
| Enel Green Power | Centrale PC4       |                       | 20           |                                      | Piancastagnaio | SI    |
| Enel Green Power | Centrale PC5       |                       | 20           |                                      | Piancastagnaio | SI    |

## Centrali idroelettriche
| Società                          | Denominazione                                              | Anno entrata in esercizio | Potenza (MW) | Indirizzo                                | Comune                    | Prov. |
| -------------------------------- | ---------------------------------------------------------- | ------------------------- | ------------ | ---------------------------------------- | ------------------------- | ----- |
| Asco EG                          | Centrale Idroelettrica Richellere (Agni)                   |                           | 0,32         | Recoaro Terme                            | Recoaro                   | VI    |
| A2A                              | Centrale idroelettrica di Prestone                         |                           | 23,5         | Fraz. Prestone                           | Campodolcino              | SO    |
| A2A                              | Centrale idroelettrica di Orichella                        |                           | 151          |                                          | San Giovanni in Fiore     | CS    |
| A2A                              | Centrale idroelettrica di Timpagrande                      | 1927                      | 213          |                                          | Cotronei                  | KR    |
| A2A                              | Centrale idroelettrica di Calusia                          |                           | 51           |                                          | Caccuri                   | KR    |
| A2A                              | Centrale idroelettrica di Albi                             |                           | 36           |                                          | Albi                      | CZ    |
| A2A                              | Centrale idroelettrica di Magisano                         |                           | 39           |                                          | Magisano                  | CZ    |
| A2A                              | Centrale di Satriano 1                                     |                           | 26,3         |                                          | Satriano                  | CZ    |
| A2A                              | Centrale di Satriano 2                                     |                           | 38,6         |                                          | Satriano                  | CZ    |
| A2A                              | Centrale idroelettrica di Grosio                           | 1960                      | 431          |                                          | Grosio                    | SO    |
| A2A                              | Centrale idroelettrica di Braulio                          |                           | 19           |                                          | Bormio                    | SO    |
| A2A                              | Centrale idroelettrica di Stazzona                         |                           | 46,4         |                                          | Villa di Tirano           | SO    |
| A2A                              | Centrale idroelettrica di Lovero                           |                           | 57,9         |                                          | Lovero                    | SO    |
| A2A                              | Centrale idroelettrica di Premadio                         | 1956                      | 245          | fraz. Premadio                           | Valdidentro               | SO    |
| A2A                              | Impianti Idroelettrici Somplago                            |                           | 172,8        | loc. Somplago                            | Cavazzo Carnico           | UD    |
| A2A                              | Centrale idroelettrica di Mese                             |                           | 172,6        | Via Cappella Grande 6                    | Mese                      | SO    |
| A2A                              | Centrale idroelettrica di Gravedona                        | 1949                      | 13           |                                          | Gravedona ed Uniti        | CO    |
| Afv Beltrame Group               | Centrale idroelettrica di Pontetto                         |                           | 11           | loc. Pontetto                            | Montecrestese             | VB    |
| Alperia                          | Prati di Vizze                                             |                           | 21           | Via Centrale Elettrica 140 – fraz. Prati | Val di Vizze              | BZ    |
| Alperia Greenpower               | Centrale idroelettrica di Lana                             |                           | 120          |                                          | Lana                      | BZ    |
| Alperia Greenpower               | Centrale idroelettrica di Molini                           |                           | 16,5         |                                          | Campo Tures               | BZ    |
| Compagnia Valdostana delle Acque | Centrale idroelettrica di Covalou                          |                           | 39           | Loc. Covalou                             | Antey-Saint-André         | AO    |
| Compagnia Valdostana delle Acque | Centrale idroelettrica di Signayes                         |                           | 42           | Loc. Signayes                            | Aosta                     | AO    |
| Compagnia Valdostana delle Acque | Centrale idroelettrica di Avise                            |                           | 70           |                                          | Avise                     | AO    |
| Compagnia Valdostana delle Acque | Centrale idroelettrica di Isollaz                          |                           | 32           | Loc. Isollaz                             | Challand-Saint-Victor     | AO    |
| Compagnia Valdostana delle Acque | Centrale idroelettrica di Châtillon                        |                           | 29           | Loc. Saint-Clair                         | Châtillon                 | AO    |
| Compagnia Valdostana delle Acque | Centrale idroelettrica di Zuino                            |                           | 23,2         | Loc. Zuino                               | Gaby                      | AO    |
| Compagnia Valdostana delle Acque | Centrale idroelettrica di Gressoney                        |                           | 11           | Loc. Obre Edelboden                      | Gressoney-La-Trinité      | AO    |
| Compagnia Valdostana delle Acque | Centrale idroelettrica di Hône 1                           |                           | 18,5         |                                          | Hône                      | AO    |
| Compagnia Valdostana delle Acque | Centrale idroelettrica di Hône 2                           |                           | 11           |                                          | Hône                      | AO    |
| Compagnia Valdostana delle Acque | Centrale idroelettrica di Montjovet                        |                           | 50           | Loc. Bourg                               | Montjovet                 | AO    |
| Compagnia Valdostana delle Acque | Centrale idroelettrica di Pont-Saint-Martin                |                           | 45           |                                          | Pont-Saint-Martin         | AO    |
| Compagnia Valdostana delle Acque | Centrale idroelettrica di Quart                            |                           | 40           |                                          | Nus                       | AO    |
| Compagnia Valdostana delle Acque | Centrale idroelettrica di Quincinetto                      |                           | 22           | Loc. Nauley, loc. Balmablenco            | Quincinetto               | TO    |
| Compagnia Valdostana delle Acque | Centrale idroelettrica di Valpelline                       |                           | 130          | Loc. Les Ansermin                        | Valpelline                | AO    |
| Compagnia Valdostana delle Acque | Centrale idroelettrica di Les Perrères                     |                           | 18           | Loc. Les Perrères                        | Valtournenche             | AO    |
| Compagnia Valdostana delle Acque | Centrale idroelettrica di Champagne 1                      |                           | 11           | Loc. Champagne 11                        | Villeneuve                | AO    |
| Compagnia Valdostana delle Acque | Centrale idroelettrica di Champagne 2                      |                           | 27           | Loc. Champagne 11                        | Villeneuve                | AO    |
| Compagnia Valdostana delle Acque | Centrale di Chavonne                                       |                           | 29           | Loc. Chavonne                            | Villeneuve                | AO    |
| Dolomiti Energia                 | Centrale idroelettrica di Santa Massenza                   |                           | 350          | Loc. Santa Massenza                      | Vallelaghi                | TN    |
| Dolomiti Energia                 | Centrale idroelettrica di Bussolengo                       |                           | 48           |                                          | Bussolengo                | VR    |
| Dolomiti Energia                 | Centrale idroelettrica del Ponale                          |                           | 168          | Via Giacomo Cis, 13                      | Riva del Garda            | TN    |
| Edison                           | Centrale idroelettrica di Meduno                           |                           | 10,1         |                                          | Meduno                    | PN    |
| Edison                           | Centrale idroelettrica di Battiggio                        |                           | 21           | Loc. Battiggio                           | Bannio Anzino             | VB    |
| Edison                           | Centrale idroelettrica di Castelbello                      |                           | 21           | Via della Rena 8                         | Castelbello-Ciardes       | BZ    |
| Edison                           | Centrale idroelettrica Bertini                             |                           | 11           | Strada Vicinale dell'Adda                | Cornate d'Adda            | MB    |
| Edison                           | Centrale idroelettrica Esterle                             |                           | 31,5         | Strada Vicinale dell'Adda                | Cornate d'Adda            | MB    |
| Edison                           | Centrale idroelettrica di Mezzocorona                      |                           | 54           | Via Cesare Battisti 60                   | Mezzocorona               | TN    |
| Edison                           | Centrale idroelettrica di Venina                           |                           | 146          | Via Pradella 15                          | Piateda                   | SO    |
| Edison                           | Centrale idroelettrica di Ponte Caffaro                    |                           | 31           | Via Montesuello 2 – fraz. Ponte Caffaro  | Bagolino                  | BS    |
| Edison                           | Centrale idroelettrica di Teglia                           |                           | 30           | Via Teglia 23 – fraz. Teglia             | Pontremoli                | MS    |
| Edison                           | Sonico                                                     |                           | 60           | Via Edison 14                            | Sonico                    | BS    |
| Eisackwerk                       | Centrale idroelettrica ad acqua fluente di Rio di Pusteria |                           | 30           | Via Conciapelli, 14                      | Bolzano                   | BZ    |
| Eisackwerk                       | Centrale idroelettrica sotterranea di Sant'Antonio         |                           | 72           | Via Sarentino, 17                        | Bolzano                   | BZ    |
| Enel Green Power                 | Centrale idroelettrica "Alessandro Taccani"                | 1906                      | 10,5         | Via Bernabò Visconti, 12                 | Trezzo sull'Adda          | BG    |
| Enel Green Power                 | Centrale idroelettrica Mucone 1                            |                           | 101,44       |                                          | Acri                      | CS    |
| Enel Green Power                 | Centrale idroelettrica Mucone 2                            |                           | 54           |                                          | Luzzi                     | CS    |
| Enel Green Power                 | Centrale idroelettrica di Venaus                           |                           | 250          |                                          | Venaus                    | TO    |
| Enel Green Power                 | Centrale idroelettrica Coscile 1                           |                           | 11,2         |                                          | San Basile                | CS    |
| Enel Green Power                 | Centrale idroelettrica di Pedesalto                        | 1909                      | 0,9          | Fonzaso                                  | Cismon                    | BL    |
| Enel Green Power                 | Centrale idroelettrica di Bargi                            |                           | 330          | Camugnano                                | Camugnano                 | BO    |
| Enel Green Power                 | Centrale di Suviana                                        |                           | 30           | Suviana                                  | Suviana                   | BO    |
| Enel Green Power                 | Centrale idroelettrica di Ruffinati                        |                           | 18,5         | Loc. Ruffinati                           | Ferriere                  | PC    |
| Enel Green Power                 | Centrale idroelettrica di Soverzene                        |                           | 240          | Via Roma                                 | Soverzene                 | BL    |
| Enel Green Power                 | Centrale idroelettrica di Fadalto                          | 1972                      | 250          | Loc. Fadalto Basso                       | Vittorio Veneto           | TV    |
| Enel Green Power                 | Centrale idroelettrica Palazzo 2                           |                           | 46           |                                          | Orsomarso                 | CS    |
| Enel Green Power                 | Centrale di Andonno                                        |                           | 65           |                                          | Roccavione                | CN    |
| Enel Green Power                 | Centrale di Brossasco                                      |                           | 36,2         |                                          | Brossasco                 | CN    |
| Enel Green Power                 | Centrale di Casteldelfino                                  |                           | 28           |                                          | Casteldelfino             | CN    |
| Enel Green Power                 | Centrale idroelettrica di Fedio                            |                           | 10,1         | Fedio                                    | Demonte                   | CN    |
| Enel Green Power                 | Centrale idroelettrica di Fucine                           |                           | 11           |                                          | Viù                       | TO    |
| Enel Green Power                 | Centrale idroelettrica di Ligonchio e Predare              |                           | 25           | Fraz. Ligonchio                          | Ligonchio                 | RE    |
| Enel Green Power                 | Centrale idroelettrica Alpe Bacco                          |                           | 1,4          | Alpe Bacco                               | Ornavasso                 | VB    |
| Enel Green Power                 | Centrale idroelettrica di Crevola Toce                     | 1925                      | 30,2         |                                          | Crevoladossola            | VB    |
| Enel Green Power                 | Centrale idroelettrica di Anzuno                           | 1937                      | 0,2          |                                          | Domodossola               | VB    |
| Enel Green Power                 | Centrale idroelettrica di Calice                           |                           | 23           | Loc. Calice                              | Domodossola               | VB    |
| Enel Green Power                 | Centrale idroelettrica di Morasco                          |                           | 41,9         |                                          | Formazza                  | VB    |
| Enel Green Power                 | Centrale idroelettrica di Ponte                            |                           | 30+31,4      | Loc. Ponte                               | Formazza                  | VB    |
| Enel Green Power                 | Centrale idroelettrica di Pallanzeno                       |                           | 39,7         |                                          | Pallanzeno                | VB    |
| Enel Green Power                 | Centrale idroelettrica di Verampio                         | 1913                      | 54,4         | Loc. Verampio                            | Crodo                     | VB    |
| Enel Green Power                 | Centrale idroelettrica di Crego                            |                           | 40,5         | Loc. Verampio                            | Crodo                     | VB    |
| Enel Green Power                 | Centrale idroelettrica di Antolina                         |                           | 0,8          |                                          | Crodo                     | VB    |
| Enel Green Power                 | Centrale idroelettrica di Cadarese                         | 1929                      | 68           | Loc. Cadarese                            | Premia                    | VB    |
| Enel Green Power                 | Centrale idroelettrica di Campliccioli                     |                           | 8,9          | Lago di Campliccioli                     | Antrona Schieranco        | VB    |
| Enel Green Power                 | Centrale idroelettrica di Rovesca                          | 1926                      | 21+21,5+3,1  | Loc. Rovesca                             | Antrona Schieranco        | VB    |
| Enel Green Power                 | Centrale idroelettrica di Varzo II Diveria                 |                           | 32           |                                          | Varzo                     | VB    |
| Enel Green Power                 | Centrale idroelettrica di Goglio Devero                    |                           | 28,9         | Loc. Goglio                              | Baceno                    | VB    |
| Enel Green Power                 | Centrale idroelettrica di Devero                           |                           | 5,7          | Loc. Alpe Devero                         | Baceno                    | VB    |
| Enel Green Power                 | Centrale idroelettrica di Pieve Vergonte II                |                           | 48,75        |                                          | Pieve Vergonte            | VB    |
| Enel Green Power                 | Centrale idroelettrica di Arsa                             |                           | 3            | Loc. Rumianca                            | Pieve Vergonte            | VB    |
| Enel Green Power                 | Centrale idroelettrica di Bognanco-Dagliano                |                           | 2,2          |                                          | Bognanco                  | VB    |
| Enel Green Power                 | Centrale idroelettrica di Brolo                            |                           | 0,9          | Loc. Brolo                               | Nonio                     | VB    |
| Enel Green Power                 | Centrale di San Damiano Macra                              |                           | 12,4         |                                          | San Damiano Macra         | CN    |
| Enel Green Power                 | Centrale di Porto della Torre                              |                           | 11,8         |                                          | Somma Lombardo            | VA    |
| Enel Green Power                 | Centrale di Isola Serafini                                 |                           | 80           | Isola Serafini                           | Monticelli d'Ongina       | PC    |
| Enel Green Power                 | Centrale di Edolo                                          |                           | 1 000        |                                          | Edolo                     | BS    |
| Enel Green Power                 | Centrale idroelettrica Luigi Einaudi                       |                           | 1 300        |                                          | Entracque                 | CN    |
| Enel Green Power                 | Domenico Cimarosa                                          |                           | 1 000        | Via Confine 1                            | Presenzano                | CE    |
| Enel Green Power                 | San Fiorano                                                |                           | 568          | Loc. Scianica                            | Sellero                   | BS    |
| Enel Green Power                 | Centrale idroelettrica di Torrite                          |                           | 67           | Loc. Torrite                             | Castelnuovo di Garfagnana | LU    |
| Enel Green Power                 | Centrale idroelettrica di Sillano 1                        |                           | 10,1         | Loc. Montea                              | Sillano                   | LU    |
| Enel Green Power                 | Centrale di Fabbriche                                      |                           | 15           | loc. Puglianella                         | Vagli Sotto               | LU    |
| Enel Green Power                 | Centrale di Gallicano                                      |                           | 43           | via Mologno                              | Gallicano                 | LU    |
| Enel Green Power                 | Centrale idroelettrica di Pian della Rocca                 |                           | 55           | Loc. Pian della Rocca                    | Borgo a Mozzano           | LU    |
| Enel Green Power                 | Centrale di Corfino                                        |                           | 15           | Loc. Pontecosi                           | Pieve Fosciana            | LU    |
| Enel Green Power                 | Centrale di Ardenno                                        |                           | 56,7         |                                          | Ardenno                   | SO    |
| Enel Green Power                 | Centrale di Campo Moro                                     |                           | 36,5         |                                          | Lanzada                   | SO    |
| Enel Green Power                 | Centrale di Sondrio                                        |                           | 146,8        |                                          | Sondrio                   | SO    |
| Enel Green Power                 | Centrale di Campore Basso                                  |                           | 56,7         |                                          | Cuorgnè                   | TO    |
| Enel Green Power                 | Centrale di Venamartello                                   |                           | 26           |                                          | Acquasanta Terme          | AP    |
| Enel Green Power                 | Centrale di Capodiponte                                    |                           | 33,5         | loc. Taverna di Mezzo                    | Ascoli Piceno             | AP    |
| Enel Green Power                 | Centrale di Vizzola ticino                                 |                           | 31,5         |                                          | Vizzola Ticino            | VA    |
| Enel Green Power                 | Centrale idroelettrica di Ascoli Porta Romana              |                           | 14           |                                          | Ascoli Piceno             | AP    |
| Enel Green Power                 | Centrale di Provvidenza                                    |                           | 141          |                                          | L'Aquila                  | AQ    |
| Enel Green Power                 | Centrale di San Giacomo                                    |                           | 448          |                                          | Fano Adriano              | TE    |
| Enel Green Power                 | Centrale di Montorio                                       |                           | 110          |                                          | Montorio al Vomano        | TE    |
| Enel Green Power                 | Centrale di Castellano                                     |                           | 22           | Loc. Castel Trosino                      | Ascoli Piceno             | AP    |
| Enel Green Power                 | Centrale di Farneta                                        |                           | 30           | Loc. Farneta                             | Montefiorino              | MO    |
| Enel Green Power                 | Centrale di Strettara                                      |                           | 6,8          | Via Ponte Strettara, 2 – loc. Strettara  | Montecreto                | MO    |
| Enel Green Power                 | Centrale di Muschioso                                      |                           |              | Loc. Muschioso                           | Fontanaluccia             | MO    |
| Enel Green Power                 | Centrale di San Michele                                    |                           |              | Via Sagradino - loc. San Michele         | Pievepelago               | MO    |
| Enel Green Power                 | Centrale idroelettrica di Andonno-Roccavione               |                           | 65           |                                          | Valdieri                  | CN    |
| Enel Green Power                 | Centrale idroelettrica Bonomi                              |                           | 15           |                                          | Dervio                    | LC    |
| Enel Green Power                 | Centrale idroelettrica di Galleto                          |                           | 530          | parco della Valnerina                    | Terni                     | TR    |
| IREN energia                     | Centrale idroelettrica di Bardonetto                       |                           | 18           | Bardonetto                               | Locana                    | TO    |
| IREN                             | Centrale idroelettrica di Pont Ventoux-Susa                |                           | 155          | Pont Ventoux                             | Susa                      | TO    |
| IREN                             | Centrale idroelettrica di Telessio                         |                           | 30           | Lago di Teleccio                         | Locana                    | TO    |
| ENEL                             | Centrale idroelettrica di Tocco da Casauria                |                           |              |                                          | Tocco da Casauria         | PE    |
| IREN                             | Centrale idroelettrica di Rosone                           |                           | 98,6         | Casetti-Rosone                           | Locana                    | TO    |
| IREN                             | Centrale idroelettrica di Villa                            |                           | 40           | Località Villa                           | Ceresole                  | TO    |
| IREN energia                     | Centrale idroelettrica di Moncalieri                       |                           | 3,2          | Strada Freylia Mezzi 1                   | Moncalieri                | TO    |
| Sistemi di Energia               | Centrale Piancone                                          |                           | 10,1         | Loc. Piancone                            | Portula                   | BI    |
| Edipower                         | Centrale idroelettrica di Villa Rinaldi                    | 1950                      | 14           | Villa Rinaldi                            | San Quirino               | PN    |
| Edipower                         | Centrale idroelettrica di San Foca                         | 1950                      | 14           |                                          | San Quirino               | PN    |
| Edison                           | Centrale di Barcis                                         | 1950                      | 25,865       |                                          | Barcis                    | PN    |
| Edison                           | Centrale di Cordenons                                      | 1997                      | 12,25        |                                          | Cordenons                 | PN    |
| Edison                           | Centrale di San Leonardo                                   | 1988                      | 13,681       | Fraz. San Leonardo                       | Montereale Valcellina     | PN    |
| Edison                           | Centrale di Ponte Giulio                                   | 1988                      | 11,052       |                                          | Montereale Valcellina     | PN    |
| Edison                           | Centrale idroelettrica di Meduno                           | 1952                      | 18           |                                          | Meduno                    | PN    |
| Tirreno power                    | Centrale idroelettrica di Borzonasca                       |                           | 0,82         | Lago di Giacopiane                       | Borzonasca                | GE    |
| Tirreno power                    | Centrale ad acqua fluente di Borzonasca                    |                           | 1            | Borzonasca                               | Borzonasca                | GE    |
| Tirreno power                    | Centrale di Millesimo                                      |                           | 0,069        | Millesimo                                | Millesimo                 | SV    |
| Tirreno power                    | Centrale di Argentina                                      |                           | 0,83         | Taggia                                   | Taggia                    | IM    |
| Tirreno power                    | Centrale di Bevera                                         |                           | 5,6          | Bevera                                   | Ventimiglia               | IM    |
| Tirreno power                    | Centrale di Airole                                         |                           | 9,4          | Airole                                   | Airole                    | IM    |
| Tirreno power                    | Centrale di Cairo Montenotte                               |                           | 6,98         | Cairo Montenotte                         | Cairo Montenotte          | SV    |
| Tirreno power                    | Centrale di Spigno                                         |                           | 12,5         | Predappio                                | Spigno Monferrato         | AL    |
| Tirreno power                    | Centrale di Molare                                         |                           | 5,59         | Molare                                   | Molare                    | AL    |
| Tirreno power                    | Centrale di Tigliolo                                       |                           | 0,78         | Tigliolo                                 | Borzonasca                | GE    |
| Tirreno power                    | Centrale di Chiesuola                                      |                           | 0,85         | Chiesuola                                | Borzonasca                | GE    |
| Tirreno power                    | Centrale di Osiglia                                        |                           | 0,7          | Osiglia                                  | Osiglia                   | SV    |
| Tirreno power                    | Centrale di Ponte Vizzà                                    |                           | 5,76         | Sesta Godano                             | Sesta Godano              | SP    |
| Tirreno power                    | Centrale di Strinabecco                                    |                           | 1,92         | Tornolo                                  | Tornolo                   | PR    |
| Tirreno power                    | Centrale di San Michele Zolezzi                            |                           | 2            | Zolezzi                                  | Borzonasca                | GE    |
| Tirreno power                    | Centrale di San Michele Caroso                             |                           | 9            | San Michele                              | Borzonasca                | GE    |
| Tirreno power                    | Centrale di Borzonasca Caroso                              |                           | 9            | Caroso                                   | Borzonasca                | GE    |
|                                  | Centrale Idroelettrica Ceolati                             | 1925                      |              | contrà Ceolati di Sant'Antonio           | Valli del Pasubio         | VI    |
|                                  | Centrale Idroelettrica Chiumenti                           | 1930                      |              | contrà Chiumenti                         | Valli del Pasubio         | VI    |

## Parchi eolici
| Società                      | Denominazione                      | Inizio produzione commerciale | Potenza (MW) | Indirizzo               | Comune                    | Prov. |
| ---------------------------- | ---------------------------------- | ----------------------------- | ------------ | ----------------------- | ------------------------- | ----- |
| AGSM Verona                  | Casoni di Romagna                  |                               | 13,6         | Via Casoni di Romagna   | Monterenzio               | BO    |
|                              | Parco di Castiglione Messer Marino |                               | 26,4         |                         | Castiglione Messer Marino | CH    |
| Edison Energie Speciali      | Parco di Monteferrante             |                               | 24,6         |                         | Monteferrante             | CH    |
| Edison Energie Speciali      | Parco di Roccaspinalveti           |                               | 13,8         |                         | Roccaspinalveti           | CH    |
|                              | Parco eolico di Tocco da Casauria  |                               | 4            |                         | Tocco da Casauria         | PE    |
|                              | Centrale Frigento                  |                               | 15           | Loc. Carmasciano        | Frigento                  | AV    |
|                              | Parco Eolico Durazzano             |                               | 14           | Monte Longano           | Durazzano                 | BN    |
| Gamesa Energia Italia S.p.A. | Parco di Cocullo                   |                               | 31,45        |                         | Cocullo                   | AQ    |
|                              | Centrale IVPC                      |                               | 20           | Loc. Maggiano - Vallata | Sant'Agata di Puglia      | FG    |

## Parchi fotovoltaici
| Società                   | Denominazione                            | Anno commissionamento | Potenza (MW) | Coordinate geografiche | Comune             | Prov. |
| ------------------------- | ---------------------------------------- | --------------------- | ------------ | ---------------------- | ------------------ | ----- |
|                           | Parco fotovoltaico di Troia              |                       | 103          |                        | Troia              | FG    |
|                           | Parco fotovoltaico di Rovigo             | 2010                  | 70,6         |                        | San Bellino        | RO    |
| SunRay Renewable          | Parco fotovoltaico di Montalto di Castro | 2009                  | 84,2         |                        | Montalto di Castro | VT    |
| BNP Clean Energy Partners | Parco fotovoltaico di Canaro             | 2011                  | 48           |                        | Canaro             | RO    |

## Centrali disattivate (32)
| Società           | Denominazione                                | Anno commissionamento | Dismissione | Tipologia                    | Alimentazione     | Potenza (MW) | Indirizzo                        | Comune                | Prov. |
| ----------------- | -------------------------------------------- | --------------------- | ----------- | ---------------------------- | ----------------- | ------------ | -------------------------------- | --------------------- | ----- |
| ENEL              | Centrale termoelettrica Giuseppe Volpi       | 1928                  | 2015        | ciclo a vapore               | carbon fossile    | 140          | Via dell'Elettricità             | Porto Marghera        | VE    |
| ENEL              | Centrale termoelettrica Andrea Palladio      |                       | 2024        | ciclo rankine                | carbon fossile    | 976          | Via dei Cantieri 5 – loc. Fusina | Marghera              | VE    |
| A2A               | Centrale termoelettrica di Monfalcone        | 1963                  | 2024        | ciclo rankine                | carbon fossile    | 336          | Via Timavo 45                    | Monfalcone            | GO    |
| ENEL              | Centrale termoelettrica Marzocco             | 1959                  | 2014        | ciclo a vapore               | olio combustibile | 310          | Via Salvatore Orlando 15         | Livorno               | LI    |
| ENEL              | Centrale termoelettrica di Genova            | 1929                  | 2017        | ciclo a vapore               | coke (carbone)    | 295          |                                  | Genova                | GE    |
| ENEL              | Centrale termoelettrica Torre del Sale       | 1977                  | 2015        | ciclo a vapore               | olio combustibile | 1 280        | Via della Base Geodetica         | Piombino              | LI    |
| ENEL              | Centrale termoelettrica Alessandro Volta     | 1989                  | in corso    | ciclo a vapore               | olio combustibile | 3 600        | Pian dei Gangani                 | Montalto di Castro    | VT    |
| ENEL              | Centrale termoelettrica Bari                 | 1955                  | 2013        | ciclo a vapore               | olio combustibile | 206          | via Bruno Buozzi, fraz. Stanic   | Bari                  | BA    |
| biopower Sardegna | Centrale di Ottana                           |                       |             | ciclo combinato              | olio vegetale     | 37           | SP 17 km 18                      | Ottana                | NU    |
| ENEL              | Centrale termoelettrica di Porto Tolle       | 1980                  | 2015        | ciclo a vapore               | olio combustibile | 2 640        |                                  | Porto Tolle           | RO    |
| ENEL              | Centrale termoelettrica Galileo Ferraris     | 1991                  | 2013        | ciclo combinato              | metano            | 690          | Fraz. Leri Cavour                | Trino Vercellese      | VC    |
| ENEL              | Alessandria                                  | 1979                  | 2013        | ciclo a gas                  | metano            | 176          |                                  | Alessandria           | AL    |
| ENEL              | Centrale di Carpi                            | 1980                  | 2013        | ciclo a gas                  | metano            | 176          |                                  | Carpi                 | MO    |
| ENEL              | Centrale di Assemini                         | 1992                  |             | ciclo a gas                  | gasolio           | 177          |                                  | Assemini              | CA    |
| ENEL              | Centrale di Augusta                          | 1959                  |             | ciclo a vapore               | olio combustibile | 210          |                                  | Augusta               | SR    |
| ENEL              | Centrale di Giugliano                        | 1987                  | 2014        | ciclo a gas                  | gasolio           | 352          |                                  | Giugliano in Campania | NA    |
| Edipower          | Centrale termoelettrica Edipower di Brindisi |                       |             | ciclo a vapore               | carbon fossile    | 640          |                                  | Brindisi              | BR    |
| ENEL              | Centrale di Maddaloni                        | 1977                  | 2013        | ciclo a gas                  | metano            | 352          |                                  | Maddaloni             | CE    |
| ENEL              | Centrale di Larino                           | 1992                  |             | ciclo a vapore               | metano            | 250          |                                  | Larino                | CB    |
| ENEL              | Centrale di Campomarino                      | 1984                  | 2013        | ciclo a vapore               | metano            | 88,8         |                                  | Campomarino           | CB    |
| ENEL              | Centrale di Camerata Picena                  | 1974                  | 2013        | ciclo a gas                  | gas naturale      | 104          |                                  | Camerata Picena       | AN    |
| ENEL              | Centrale Pietro Vannucci                     | 1967                  |             | ciclo a vapore               | coke (carbone)    | 150          | fraz. Bastardo                   | Giano dell'Umbria     | PG    |
| ENEL              | Centrale di Rossano                          | 1976                  |             | ciclo a vapore               | olio combustibile | 1 738        | Loc. Cutura                      | Corigliano-Rossano    | CS    |
| ENEL              | Ettore Majorana                              | 1961                  |             | ciclo combinato              | metano            | 1 341        |                                  | Termini Imerese       | PA    |
| ENEL              | Grazia Deledda                               | 1973                  | 2013        | ciclo a vapore/cogenerazione | olio combustibile | 320          | Fraz. Portovesme                 | Portoscuso            | SU    |
| Edison            | Centrale Acerra Sogetel                      |                       |             | ciclo a gas                  | metano            | 100          |                                  | Pomigliano d'arco     | NA    |
| Edison            | Settimo Torinese                             |                       |             | termoelettrica               |                   | 50           | Via Nervi 1                      | Settimo Torinese      | TO    |
| ENEL              | Centrale Antonio Pitter                      | 1905                  | 1988        | idroelettrica                | acqua fluente     | 10,5         | Via Alessandro Volta 27          | Montereale Valcellina | PN    |
| ENEL              | Centrale idroelettrica di Giais              | 1908                  | 1988        | idroelettrica                | acqua fluente     | 8,5          | fraz. Giais                      | Aviano                | PN    |
| ENEL              | Centrale del Partidor                        | 1919                  | 1988        | idroelettrica                | acqua fluente     |              | fraz. San Leonardo               | Montereale Valcellina | PN    |
| SOGIN             | Centrale nucleare di Latina                  | 1958                  | 1987        | nucleare                     |                   | 200          | fraz. Borgo Sabotino             | Latina                | LT    |
| SOGIN             | Centrale nucleare Enrico Fermi               | 1961                  | 1990        | nucleare                     |                   | 300          |                                  | Trino                 | VC    |
| SOGIN             | Centrale nucleare di Caorso                  | 1970                  | 1990        | nucleare                     |                   | 860          |                                  | Caorso                | PC    |
| SOGIN             | Centrale nucleare del Garigliano             | 1959                  | 1982        | nucleare                     |                   | 160          |                                  | Sessa Aurunca         | CE    |